# Weihrauchzeder
Die Weihrauchzeder, Kalifornische Weihrauchzeder oder Kalifornische Flusszeder (Calocedrus decurrens) bildet eine der vier Arten der Gattung der Weihrauchzedern (Calocedrus). Kennzeichen dieser Art sind die aus sechs Schuppen aufgebauten, länglichen, einjährigen Zapfen, die Thujen-ähnlichen Zweige und die orangefarbene, längsrissige Borke älterer Bäume. Die Weihrauchzeder fällt durch mächtige, säulenartige Stämme auf, im Freistand zudem durch schmale, bis zum Boden reichende dichte Kronen. Das natürliche Verbreitungsgebiet umfasst die US-amerikanischen Bundesstaaten Kalifornien und Oregon sowie den mexikanischen Bundesstaat Baja California. Die Weihrauchzeder ist in den Vereinigten Staaten Hauptlieferant für Holz, das zur Herstellung von Bleistiften verwendet wird.

## Beschreibung

### Erscheinungsbild

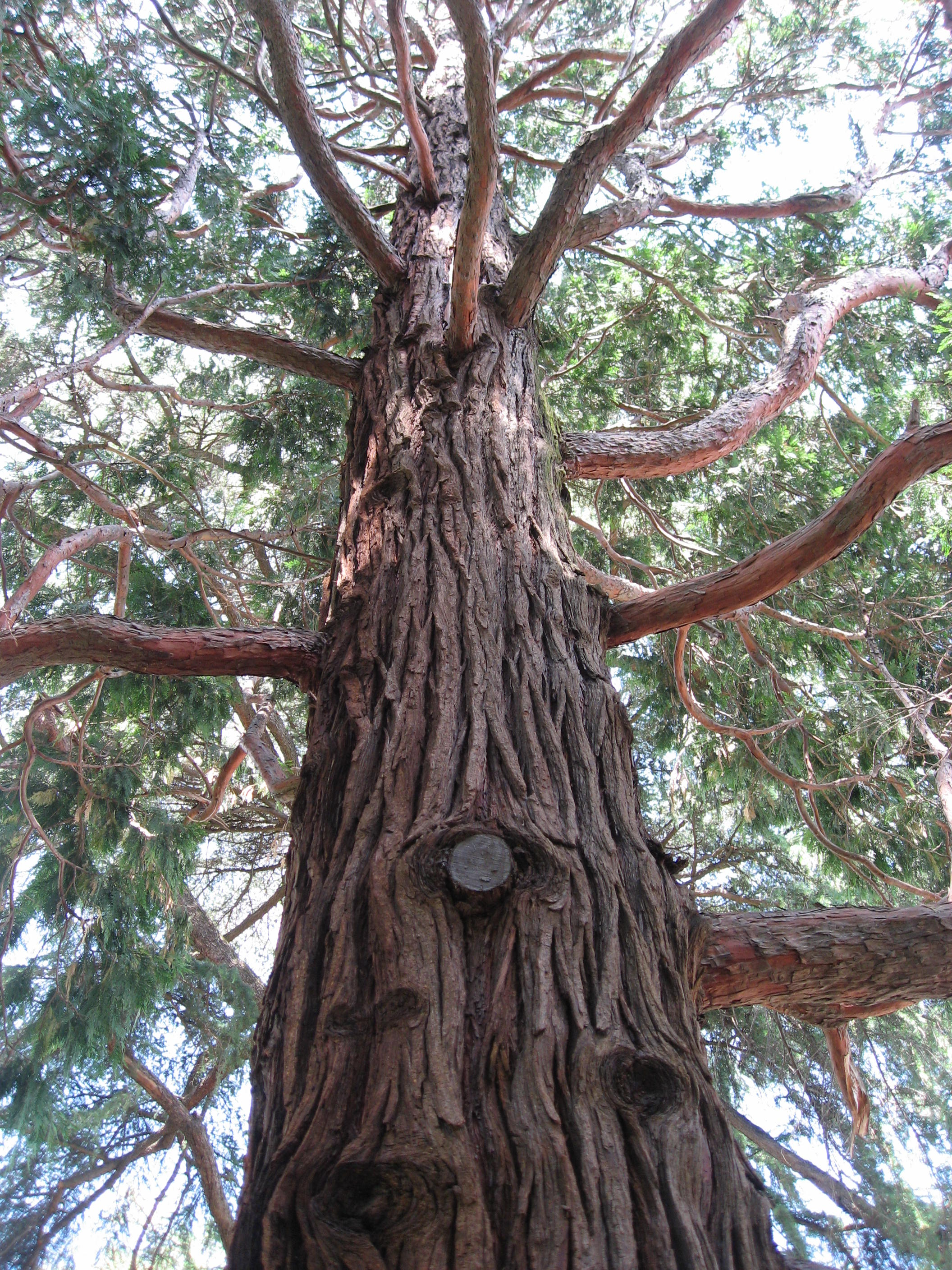
Borke

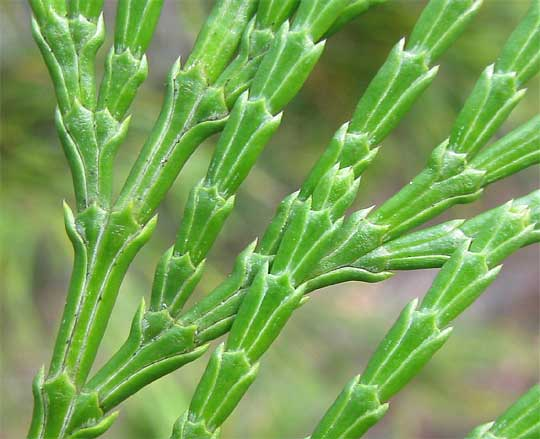
Zweig mit Blättern

Die Kalifornische Weihrauchzeder ist ein immergrüner Baum und erreicht Wuchshöhen von über 50 Metern. In großen Höhenlagen bleiben die Bäume klein oder wachsen strauchartig. Es werden Stammdurchmesser von über 3,5 Metern erreicht, wobei die Stammbasis häufig durch Wurzelansätze verbreitert ist. Der Stamm älterer Bäume wird von einer etwa 15 Zentimeter dicken, fasrigen, orange- bis zimtfarbenen und tief längsgefurchten Borke bedeckt, die sich in dünnen Platten ablösen kann. Die Farbe ähnelt der des Riesenmammutbaums (Sequoiadendron giganteum), die Borke hat aber nicht dessen schwammartige Struktur. Die Äste im unteren Teil des Baums biegen sich bogenförmig herab, im oberen Teil der Krone stehen sie steil aufrecht. Die eher kurzen und kräftigen Äste der Kronenmitte stehen meist waagrecht, können jedoch abrupt nach oben abbiegen. Oft wachsen bei alten Bäumen dicke Äste parallel zum Stamm. Von den Hauptästen abgehende Äste sind im unteren Teil hängend und formen eine säulenförmige bis pyramidenförmige, später eine kuppelförmige oder offene Krone. Junge Weihrauchzedern haben einen breit dreieckigen Umriss und ähneln damit jungen Exemplaren des Riesenmammutbaums. Die belaubten Zweige wachsen dicht, waagrecht und nahe der Spitze aufrecht. Sie sind zum Ende hin abgeflacht und mit grünen Blättern bedeckt. Seitliche Zweige fallen nach zwei bis drei Jahren ab. Junge Triebe sind fächerförmig, ihre Rinde wird nach zwei Jahren rötlich.

### Blätter
Wie andere Zypressengewächse bildet die Kalifornische Weihrauchzeder keine Winterknospen, die Sprossspitze wird stattdessen durch dicht anliegende Blätter geschützt. Die schuppenförmigen Blattorgane stehen kreuzgegenständig in vierzähligen Wirteln aus zwei seitlichen Kantenblättern und zwei frontalen Flächenblättern. Die Kantenblätter sind herablaufend, gekielt, linealisch-lanzettförmig und haben eine leicht gebogene Spitze. Sie überdecken teilweise die etwas kürzeren und breit spatelförmigen  Flächenblätter. Die Spitzen der Kanten- und Flächenblätter liegen dabei immer auf gleicher Höhe, was als ein Kennzeichen der Art gilt. Die Blätter haben unterschiedliche Größen, sie sind etwa 2 Millimeter lang und 1,5 Millimeter breit an den äußersten Zweigen und 15 Millimeter lang und 3 Millimeter breit an jungen Trieben. Die Blätter sind ganzrandig und zeigen auf beiden Seiten Spaltöffnungen. Die Kantenblätter haben auf der Oberseite zwei schmale Spaltöffnungsstreifen und mehrere auf der Unterseite. Die Spaltöffnungen der Flächenblätter sind auf die Seiten beschränkt und in Rillen zwischen den Blättern verborgen. Drüsen sind nur schwach entwickelt, am deutlichsten an der Spitze der Flächenblätter. Die sichtbaren Oberflächen der Blätter sind meist hellgrün, selten dunkelgrün. Die Blätter bleiben zwei bis drei Jahre am Baum. Sie riechen beim Zerreiben aromatisch nach Terpentin.

### Zapfen und Samen
Die Kalifornische Weihrauchzeder ist einhäusig getrenntgeschlechtig (monözisch), männliche und weibliche Zapfen wachsen sogar am selben Ast. Die männlichen Pollenzapfen sind länglich, 6 bis 8 Millimeter lang, 2 bis 3 Millimeter breit, anfangs hellgelb, später braun und stehen einzeln an den Enden kurzer, mehr oder weniger hängender Zweige. Sie besitzen 10 bis 14 kreuzgegenständig angeordnete, schildförmig-rundliche, spitzige Mikrosporophylle mit gezähntem Rand und je drei bis vier abaxiale Pollensäcke. Die Pollen werden im Winter abgegeben, durch den Wind verbreitet und können Heuschnupfen verursachen. Durch die große Zahl an männlichen Zapfen wirken die Bäume im Winter gelblich.
Die weiblichen Blütenzapfen wachsen oft in großer Zahl ebenfalls einzeln und endständig an mehr oder weniger hängenden Zweigen. Sie sind eiförmig-länglich oder im geschlossenen Zustand länglich, manchmal nur 15, meist 20 bis 35 Millimeter lang, 8 bis 13 Millimeter breit, glatt oder gefurcht. Sie reifen nach einem Jahr, färben sich dann rotbraun und fallen bald ab. Einige Zapfen können jedoch auch nach der Abgabe der Samen bis zum nächsten Sommer am Baum bleiben. Die drei, selten vier Paar Deckschuppen wachsen kreuzgegenständig. Das erste, nahe der Basis stehende Paar entwickelt sich nicht vollständig, hat zurückgebogene Deckschuppen und bleibt unfruchtbar. Das mittlere, fruchtbare Paar steht waagrecht weit ab. Es ist etwas eingebogen, außen konvex, mit einer kleinen Kuppe nahe der Spitze und zwei angedrückten Samenanlagen an der Basis jeder Schuppe. Das äußere Paar ist unfruchtbar, gerade, seitlich abgeflacht mit zwei kleinen Samenanlagen und Kuppen auf den Deckschuppen. Die mittleren und äußeren Deckschuppen sind 18 bis 30 Millimeter lang und 8 bis 13 Millimeter breit, hellbraun und innen runzelig.
Die Samen sind länglich, leicht abgeflacht, zur Spitze hin zugespitzt, 8 bis 12 Millimeter lang, 3 bis 4 Millimeter breit, hell weißlich-braun und mit zwei ungleichen Flügeln versehen. Der größere Flügel ist 18 bis 23 Millimeter lang, der kleinere bildet einen Streifen mit freier Spitze. Die Samen werden vom Wind verbreitet. Das Tausendkorngewicht beträgt im Mittel 30 Gramm und variiert von 16 bis 70 Gramm. Blütezeit ist im Januar, die Abgabe der Samen beginnt Ende August in tiefen Lagen und im Oktober in höheren Lagen. Sie dauert bis in den Winter an. Die Bäume sind nach etwa 25 Jahren mannbar, alle drei bis sechs Jahre wird eine größere Zahl an Zapfen gebildet.

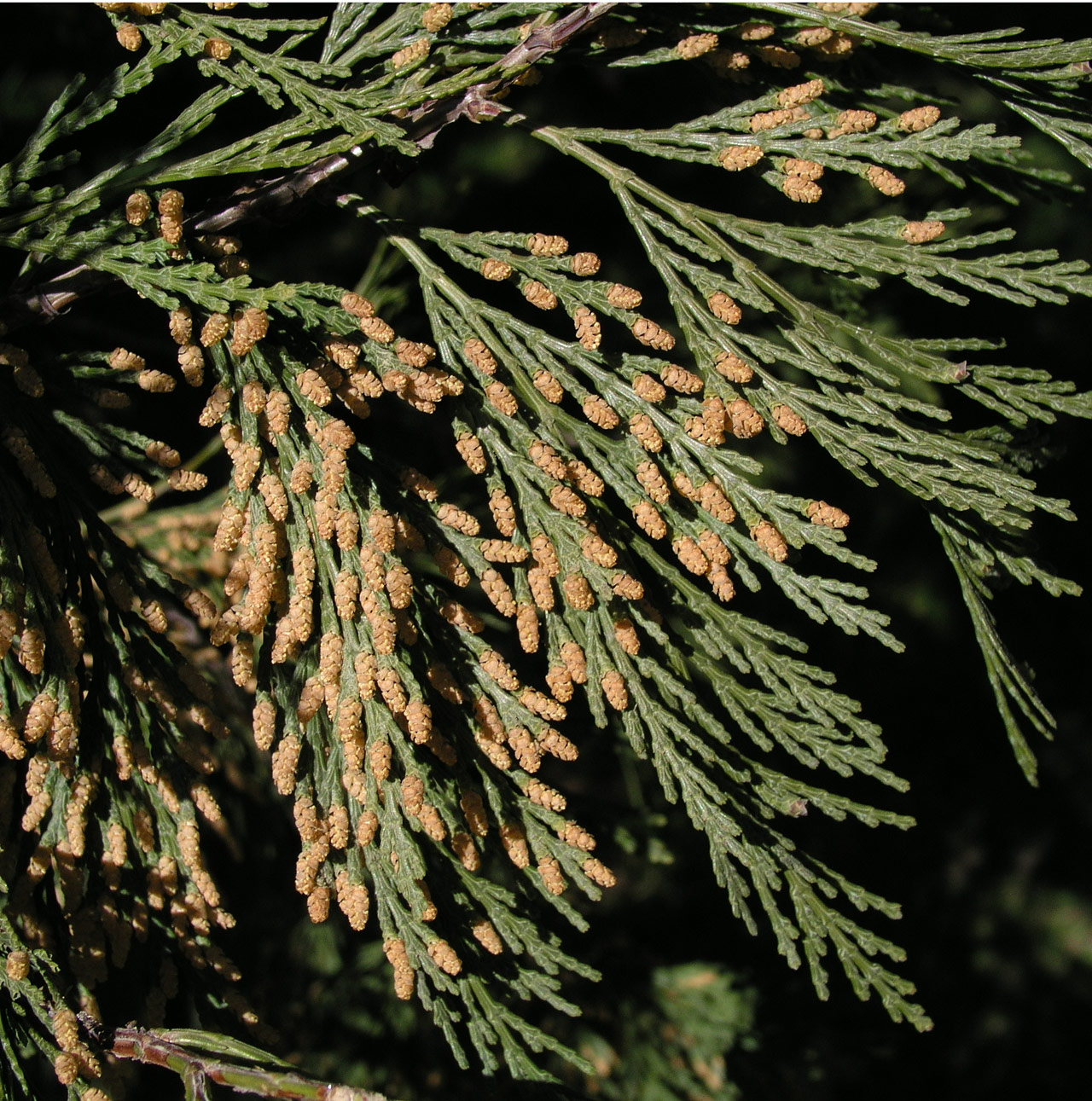
Männliche Zapfen
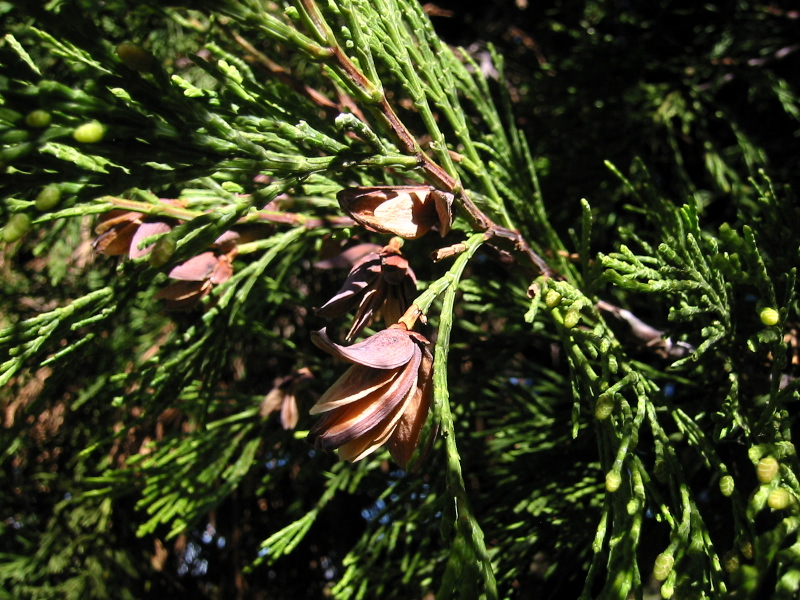
Reife weibliche Zapfen
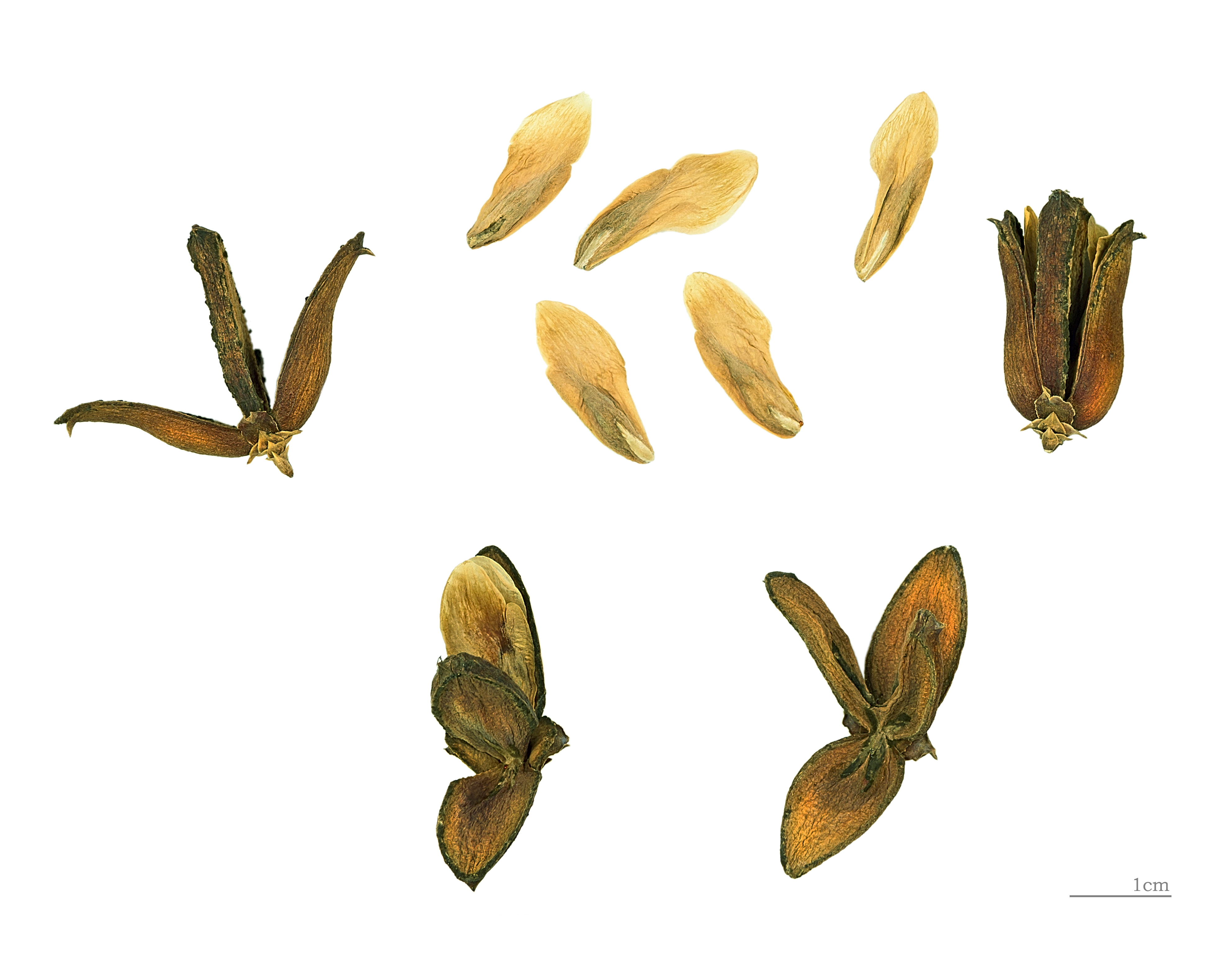
Zapfen und Samen

### Wurzeln
Das Wurzelsystem ist weitverzweigt, gut entwickelt und macht den Baum sturmfest und dürreresistent. Die Wurzeln bleiben jedoch im ersten Jahr mit etwa 30 Zentimetern kürzer als bei der Gelb-Kiefer (Pinus ponderosa) oder der Zucker-Kiefer (Pinus lambertiana), was einen Konkurrenznachteil während sommerlicher Trockenperioden darstellt, aber im zweiten und dritten Jahr wieder ausgeglichen wird. Das Wachstumsmaximum liegt im Frühjahr und ein weiteres Maximum im Herbst. Aufgrund der Trockenheit ist das Wurzelwachstum während des Sommers gering. Rasch wachsende Wurzeln verzweigen sich kaum, erst wenn das Längenwachstum abnimmt, entstehen zahlreiche Seitenwurzeln.

### Chromosomenzahl
Die Chromosomenzahl beträgt 2n = 22.

## Verbreitung und Standortansprüche

Verbreitung der Weihrauchzeder im südwestlichen Nordamerika (dunkelgrüne Bereiche). Die Art beschränkt sich auf den Westen der Amerikanischen Kordilleren

Das natürliche Verbreitungsgebiet ist auf den pazifischen Westteil der Vereinigten Staaten und Mexikos beschränkt und erstreckt sich vom Mt. Hood in Oregon entlang der Kaskadenkette über die Siskiyou Mountains, der Sierra Nevada bis zur Sierra San Pedro Mártir im mexikanischen Bundesstaat Baja California. Hauptverbreitungsgebiet ist der zentrale Bereich der Sierra Nevada in Höhenlagen von 1000 bis 2000 Metern. Im Nordteil des Verbreitungsgebiets kommt die Baumart hauptsächlich in Höhenlagen zwischen 300 und 2000 Metern vor, im Südteil in Höhenlagen zwischen 900 und 3000 Metern.
Das Verbreitungsgebiet reicht vom Nebelgürtel am Pazifik bis zum semiariden Osten von Oregon. Die Jahresniederschlagsmenge variiert zwischen 500 und 2000 Millimeter, die zum Teil als Schnee fallen. In extremen Jahren fällt die Niederschlagsmenge auf unter 400 Millimeter und auf Monatswerte unter 25 Millimeter.  Trockene Sommer mit weniger als 25 Millimeter im Monat sind häufig. Extremtemperaturen sind −34 Grad Celsius und +48 Grad Celsius. Optimale Lagen in der Sierra Nevada haben eine mittlere August-Temperatur von etwa 21 Grad Celsius, durchschnittlich 158 frostfreie Tage und eine Vegetationsperiode von 180 Tagen im Jahr. Die Weihrauchzeder wächst auf neutralen bis stark sauren Böden, auf groben Sanden und schweren Tonen. Ausgangsgesteine sind unter anderen Diorit, Peridotit, Sandstein, Serpentin und Granit. Auf kalkreichen Böden ist sie selten. Staunasse Lagen werden gemieden.
Die Kalifornische Weihrauchzeder wird in der Roten Liste der IUCN als nicht gefährdet (Lower Risk/Least Concern) geführt. Es wird jedoch darauf hingewiesen, dass eine neuerliche Überprüfung der Gefährdung nötig ist.

## Ökologie

### Vergesellschaftung

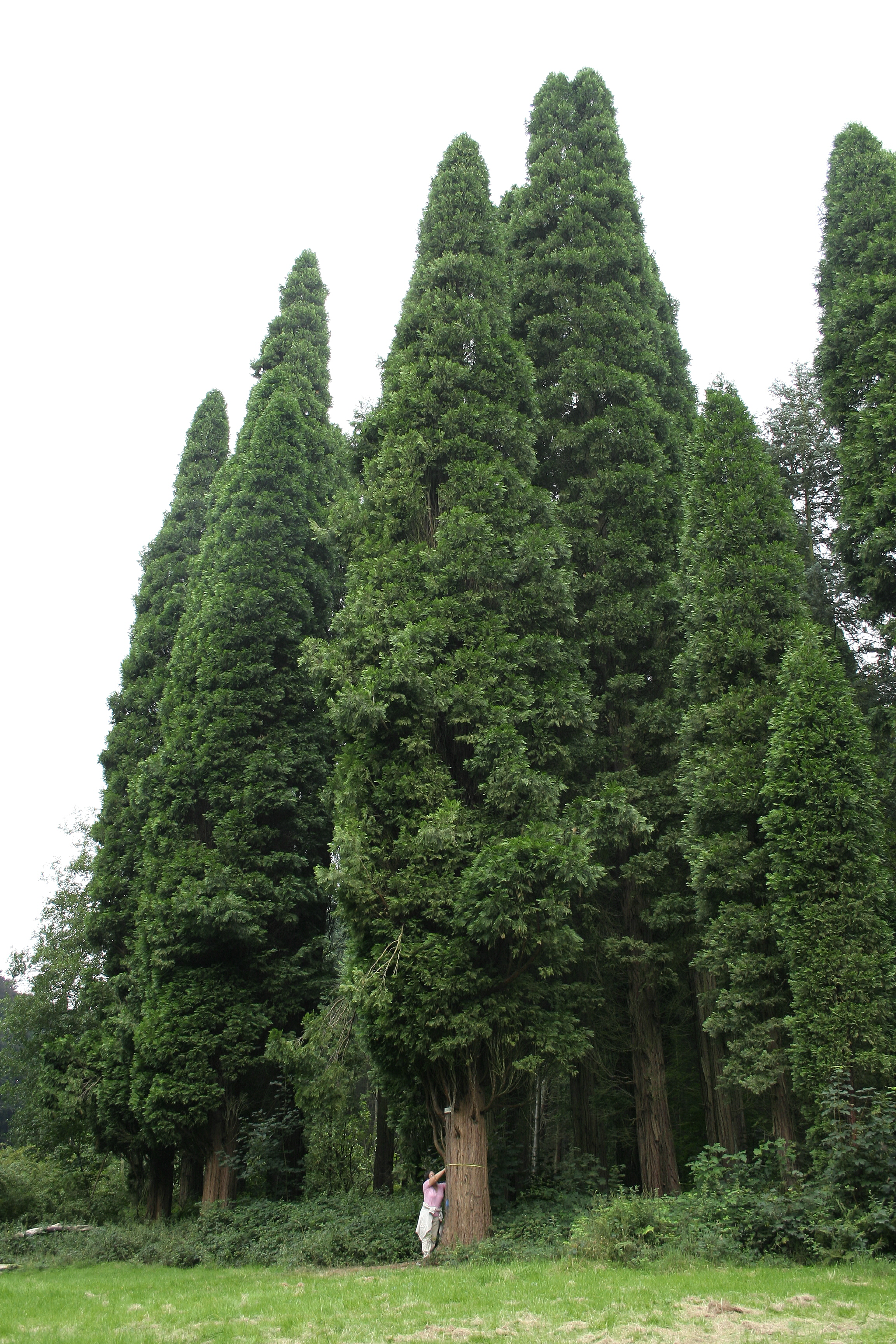
Gruppe von Weihrauchzedern

Die Kalifornische Weihrauchzeder tritt einzeln oder in kleinen Gruppen in von Nadelbäumen geprägten Mischwäldern auf, bildet jedoch keine Reinbestände. Dabei trägt sie in typischen Urwäldern selten mehr als zehn Prozent zum Bestandsvolumen bei.
Im nördlichen Teil des Verbreitungsgebiets findet man sie typischerweise zusammen mit der Jeffreys Kiefer (Pinus jeffreyi), der Gelb-Kiefer (Pinus ponderosa), der Zucker-Kiefer (Pinus lambertiana), der Westlichen Weymouths-Kiefer (Pinus monticola), der Küsten-Tanne (Abies grandis), mit der Sierra-Form der Kolorado-Tanne (Abies concolor var. Iowiana), der Westamerikanischen Hemlocktanne (Tsuga heterophylla), dem Riesen-Lebensbaum (Thuja plicata), der Douglasie (Pseudotsuga menziesii) und der Oregon-Eiche (Quercus garryana). Im mittleren und südlichen Teil des Verbreitungsgebiets bildet sie Gemeinschaften mit Pracht-Tanne (Abies magnifica), Küsten-Kiefer (Pinus contorta), Coulter-Kiefer (Pinus coulteri), mit der Großzapfigen Douglasie (Pseudotsuga macrocarpa) und der Kalifornischen Schwarzeiche (Quercus kelloggii). Gebietsweise findet man sie auch zusammen mit dem Riesenmammutbaum (Sequoiadendron giganteum) und der Lawsons Scheinzypresse (Chamaecyparis lawsoniana). Daneben gedeihen als Sträucher die Bärentraube Arctostaphylos patula, Chrysolepis sempervirens und verschiedene Säckelblumen-Arten.
Die Kalifornische Weihrauchzeder ist eine Halbschattenart, die auf feuchten Böden auch starke Beschattung verträgt. In der Sierra Nevada verdrängt sie zusammen mit der Kolorado-Tanne (Abies concolor) lichtbedürftigere Arten wie die Gelb-Kiefer (Pinus ponderosa) und die Zucker-Kiefer (Pinus lambertiana), die jedoch in Bestandslücken und auf Brandflächen wieder fußfassen.

### Wachstum
Die Kalifornische Weihrauchzeder erreicht ein hohes Alter von 300 bis 500 Jahren, auch ältere Bäume mit einem Alter bis 1000 Jahre sind belegt. Sie zählt jedoch zu den eher langsam wachsenden Bäumen. In einem jungen Mischwald in der Sierra Nevada wurde ein durchschnittlicher jährlicher Durchmesserzuwachs von 81 Millimetern gemessen mit einem mittleren Höhenzuwachs von 30 Zentimetern. In einem Alter von 90 Jahren liegt der Durchmesserzuwachs bei 36 Millimetern und der Höhenzuwachs bei 20 Zentimetern. Die Kalifornische Weihrauchzeder bildet in Wäldern meist nur mittelhohe Bäume, wobei die erreichbare Wuchshöhe in Abhängigkeit vom Verbreitungsgebiet variiert. Unter schlechten Bedingungen übertreffen allein stehende Vertreter der Art alle anderen Bäume außer die Kolorado-Tanne (Abies concolor), unter günstigeren Bedingungen fällt sie im Wachstum hinter andere Arten zurück, und wird durch die Beschattung zusätzlich im Wachstum behindert. In den Kalifornischen Küstengebirgen liegt daher die durchschnittliche Wuchshöhe zwischen 18 und 24 Metern, im Gebiet der Sierra Nevada werden Höhen von oft über 40 Meter erreicht.
Sie vermehrt sich unter natürlichen Bedingungen nicht vegetativ. Die Samen keimen epigäisch und erreichen im ersten Jahr 5 bis 10 Zentimeter Höhe. Es gibt meist zwei, seltener drei, nadelförmige Keimblätter, die 2,5 Zentimeter lang sind. Auf diesen folgen zuerst nadelförmige und später pfriemliche Primärnadeln. Die schuppenförmigen Folgeblätter entstehen erst ab dem ersten Jahr. Meist entwickeln sich junge Bäume sehr langsam, oft wird in den ersten drei bis fünf Jahren nur ein Höhenwachstum von 8 bis 15 Zentimeter erreicht. Ursachen dafür sind Lichtmangel, Verbiss und Raupenfraß.
Der Frühjahrsaustrieb erfolgt nicht abrupt, sondern ist ein eher kontinuierlicher Wachstumsprozess, weshalb auch keine Jahresgrenzen an den Trieben sichtbar sind. Meist setzt das jährliche Dickenwachstum vor dem Höhenwachstum ein.

### Krankheitserreger, Parasiten und Schadwirkungen
Der wichtigste Stammfäuleerreger ist der nur an der Weihrauchzeder vorkommende Weißporling Tyromyces amarus, andere Pilze können die im Holz vorhandenen Abwehrstoffe kaum überwinden. Bei Befall entstehen zahlreiche taschenförmige Faulstellen, welche die Stabilität des Stammes stark vermindern und damit die technische Verwertbarkeit ausschließen. In der Sierra Nevada sind über drei Viertel der Bäume von diesem Erreger befallen. Da starke Schäden erst bei Bäumen über 200 Jahren auftreten, sind jedoch die Auswirkungen auf Wirtschaftswälder mit deutlich kürzeren Umtriebszeiten gering. Weniger bedeutende Stammfäuleerreger sind der Kiefern-Braunporling Phaeolus schweinitzii und der Kiefern-Feuerschwamm Phellinus pini. Ausfälle verursachen auch Wurzelpathogene wie der Gemeine Wurzelschwamm (Heterobasidion annosum), der Porenschwamm Poria weirii und der Gemeine Hallimasch (Armillaria mellea). Der rindenbewohnende Rostpilz Gymnosporangium libocedri verursacht Triebanschwellungen und Hexenbesenbildung und bringt auch einzelne Zweige zum Absterben. Dabei handelt es sich um einen wirtswechselnden Pilz, der als Zwischenwirte  Rosengewächse (Rosaceae) wie Weißdorn- (Crataegus) und Felsenbirnenarten (Amelanchier) nutzt. Weitere Erreger sind der Schwarze Schneeschimmel (Herbotrichia nigra) und der Rindennekrosen verursachende Seiridium cardinale, der Auslöser des Zypressensterbens.

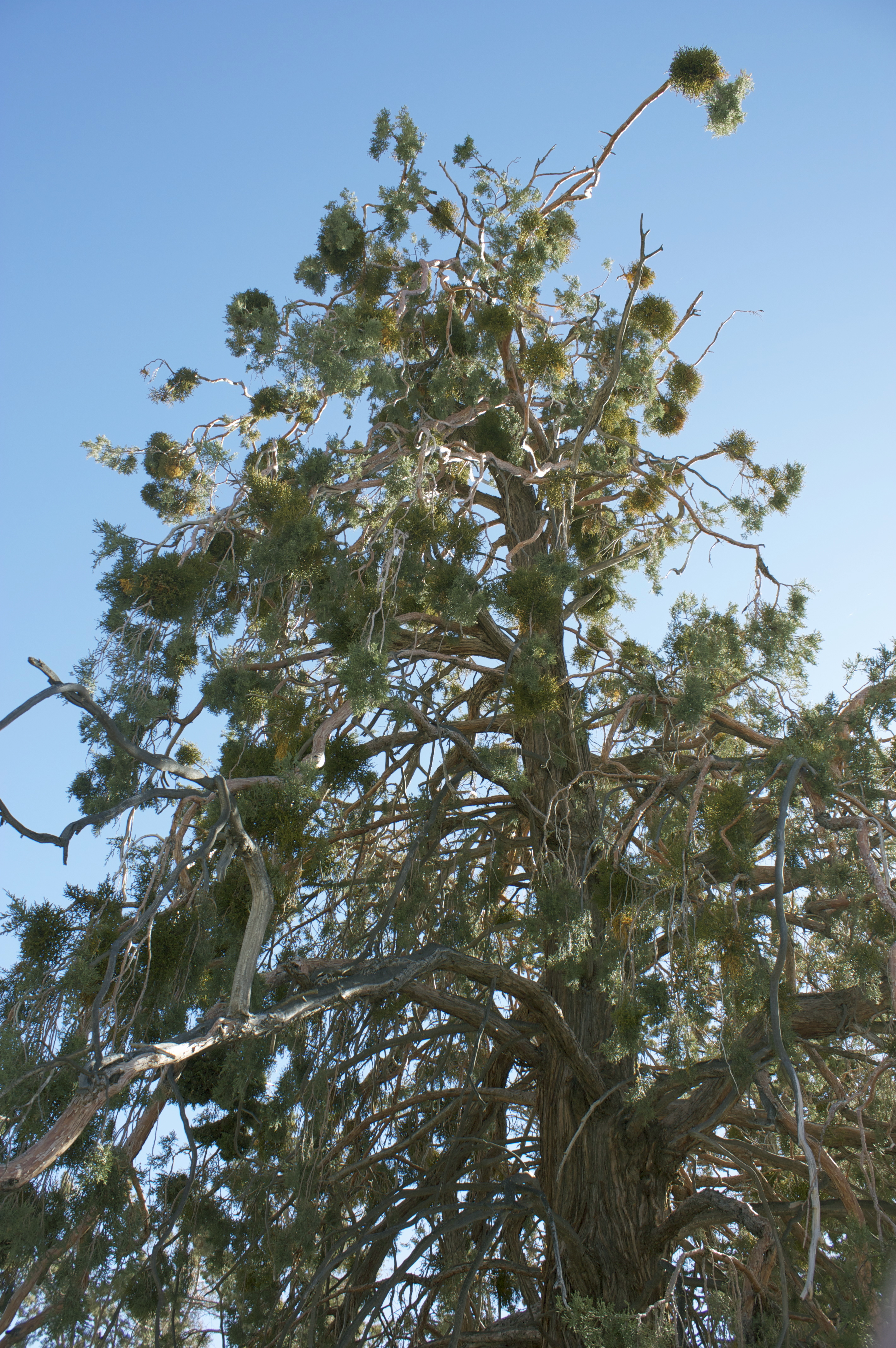
Kalifornische Weihrauchzeder befallen mit Phoradendron juniperinum subsp. libocedri

Weit verbreitet und auffallend ist der mistelähnlich wachsende Halbparasit Phoradendron juniperinum subsp. libocedri, der Anschwellungen und auch Kronenverlichtung durch Zweigverlust hervorruft. Obwohl er ein Alter von bis zu 400 Jahren erreichen kann, sind die verursachten Schäden gering. An der Weihrauchzeder leben eine große Zahl von Insekten, schaden können fast nur Borkenkäfer der Gattung Phloeosinus, welche bei Massenvermehrung auch gesunde Bäume angreifen. Raupen aus der Familie der Eulenfalter (Noctuidae) setzen vor allem jungen Bäumen zu.
Bodenfeuer zerstört den Jungwuchs und ruft Stammwunden an älteren Bäumen hervor und damit Eingangspforten für Tyromyces amarus. Die Weihrauchzeder ist weitgehend unempfindlich gegen Hagelschlag und Ozon, wird jedoch stark durch Auftausalze geschädigt.

## Systematik
Die Kalifornische Weihrauchzeder (Calocedrus decurrens) ist eine von vier Arten aus der Gattung der Weihrauchzedern (Calocedrus) in der Familie der Zypressengewächse (Cupressaceae). Dort wird die Gattung der Unterfamilie Cupressoideae zugeordnet. Die Art wurde von John Torrey 1853 in Smithsonian Contributions to Knowledge als Libocedrus decurrens (Basionym) erstbeschrieben und den Schuppenzedern (Libocedrus) zugerechnet. Carl Rudolf Florin stellte die Art 1956 in Taxon in die Gattung Calocedrus. Der Gattungsname Calocedrus leitet sich von griechisch kalos für „schön“ und lateinisch cedrus wahrscheinlich für den Stech-Wacholder (Juniperus oxycedrus) oder einer anderen Art mit duftendem Holz ab. Cedrus ist auch der Gattungsname der Zedern. Das Artepitheton decurrens stammt aus dem Lateinischen und bedeutet „herablaufend“, es beschreibt damit die Form der Schuppenblätter.
Es werden keine Unterarten oder Varietäten unterschieden. Die genetische Diversität zwischen unterschiedlichen Herkunftsgebieten und unterschiedlichen Populationen ist etwa gleich groß, trotz geringerem Höhenwachstums und geringeren Astlängen von Vertretern aus dem südlichen Verbreitungsgebiet. Die innerspezifische Differenzierung beschränkt sich auf gärtnerische Zuchtformen. Artbastarde der Weihrauchzeder sind nicht bekannt.

## Verwendung

### Holznutzung
| Kenngröße       | Wert  | Einheit |
| --------------- | ----- | ------- |
| Druckfestigkeit | 36–38 | N/mm²   |
| Biegefestigkeit | 55    | N/mm²   |
| Scherfestigkeit | 6     | N/mm²   |

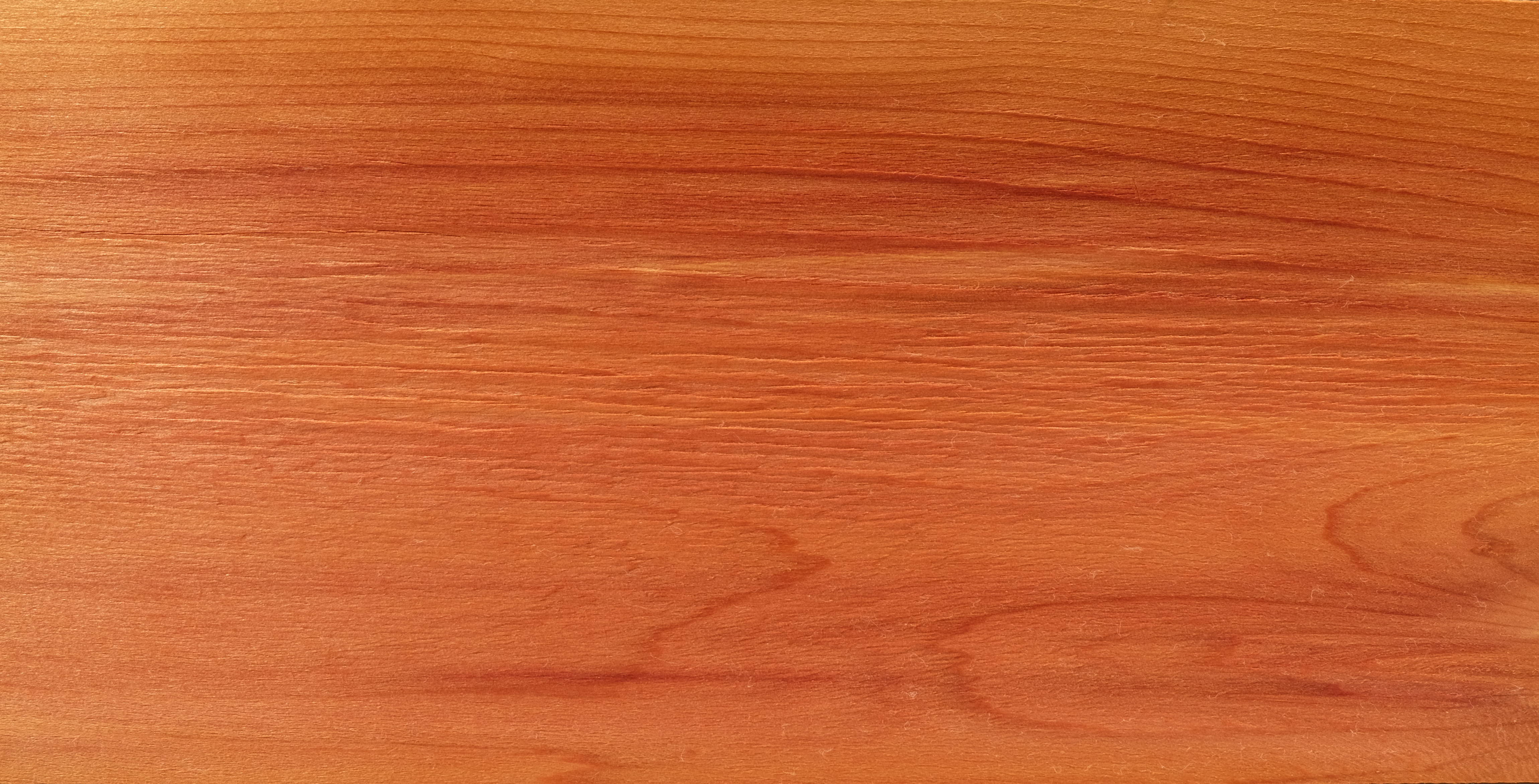
Holz der Bleistiftzeder

Das relativ leichte Holz hat einen rötlichbraunen, im Gegensatz zum Lebendholz gegen Fäulniserreger widerstandsfähigen Farbkern und einen schmalen, cremig-weißen bis gelblichen Splint. Die Jahresringe sind gut erkennbar, haben nur eine schmale Spätholzzone und verlaufen oft wellig. Tracheiden machen etwa 80 % des Holzgewebes aus. Sie haben Längen von 900 bis 3000 Mikrometer und im Spätholz eine Wandstärke von 4,8 bis 9,9 Mikrometer. Die Holzstrahlen sind 9 bis 16 Mikrometer breit und 40 bis 275 Mikrometer hoch. Harzkanäle fehlen. Das Holz ist leicht und sehr dauerhaft, hat eine gleichmäßige Textur und lässt sich leicht spalten, nageln und schrauben. Es riecht intensiv nach Weihrauch.
Die wirtschaftliche Bedeutung ist jedoch verglichen zu anderen Arten gering, da die Weihrauchzeder in natürlichen Wäldern nur vereinzelt oder in kleinen Gruppen vorkommt. Außerdem wird das Holz häufig durch einen Stammfäule-Erreger entwertet. Die größte wirtschaftliche Bedeutung hat die Herstellung von Bleistiften, denn das Holz ist weich, geradfaserig und neigt nicht zum Splittern. Es lässt sich in jeder Richtung gut spitzen. Das Holz wird dabei durch Fällen einer geringen Zahl einzelner Bäume gewonnen. In den Vereinigten Staaten ist die Weihrauchzeder die Hauptquelle für das Holz von Bleistiften. Das trockene, verbaute Holz ist trotz des häufigen Befalls durch den Pilz Tyromyces amarus resistent gegen Fäule, auch bei Bodenkontakt und in feuchten Lagen. Es wird daher für Fenster, Zäune, Masten, Schindeln, Eisenbahnschwellen oder auch Gewächshaustische eingesetzt. Aufgrund des angenehmen Geruchs wird es im Innenausbau und zur Herstellung von Truhen verwendet.

### Weitere Verwendungsmöglichkeiten

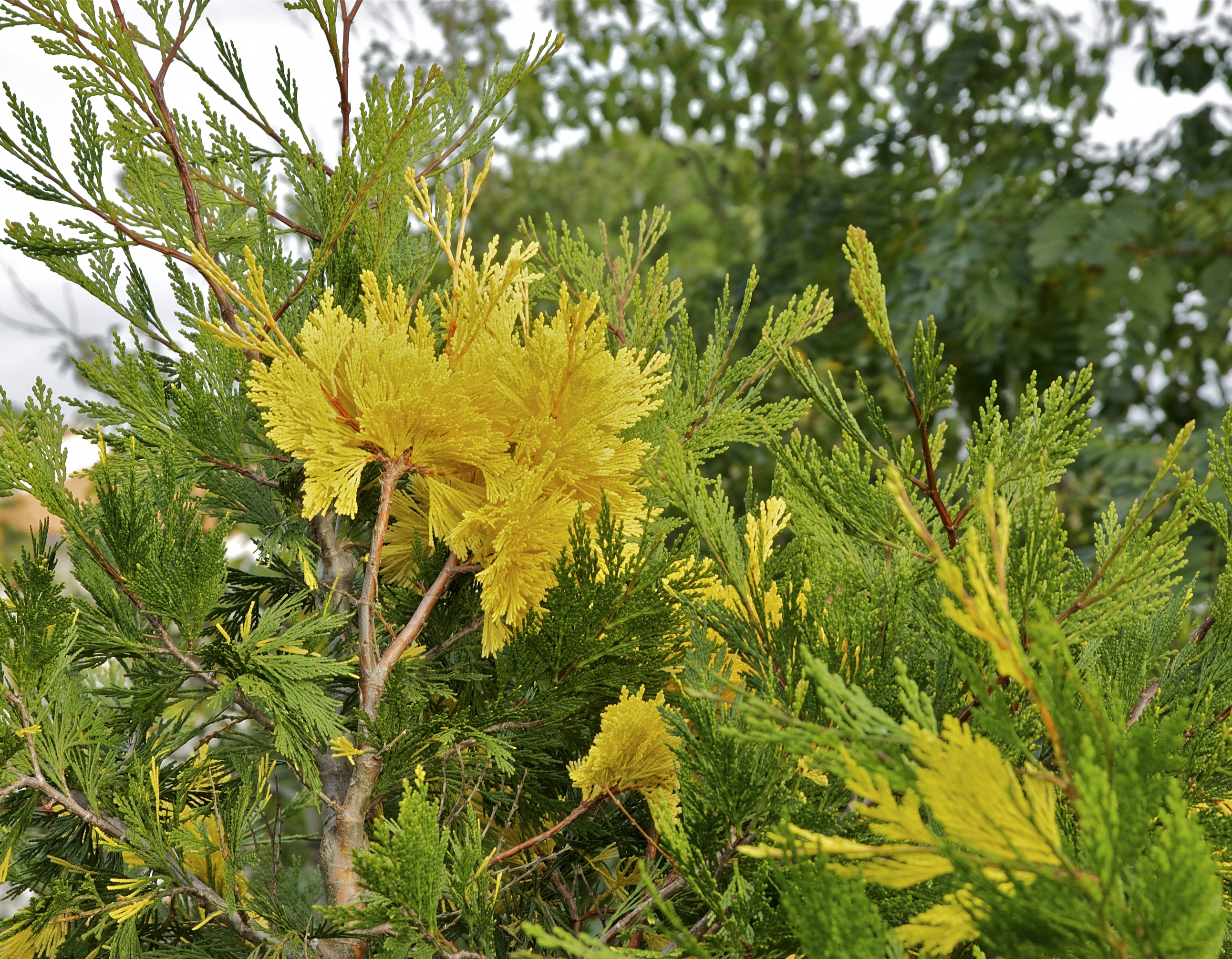
Zweige der Sorte 'Aureovariegata'

Im Widerspruch zu ihrem Namen und trotz der wohlriechenden Belaubung wird die Weihrauchzeder nicht als Räucherwerk verwendet. Sie wird jedoch als Zierpflanze in Parks und Gärten kultiviert, so in West- und Mitteleuropa. In Deutschland findet man sie beispielsweise im Botanischen Garten Bonn, im Botanischen Garten Frankfurt, im Botanischen Garten Freiburg und im Botanischen Garten Kiel. In Österreich steht eine Weihrauchzeder in Wien im Burggarten, einem kleinen Forst etwa 35-jähriger Bäume (Stand 2006) gibt es in Zelking-Matzleinsdorf. In der Schweiz gibt es ein Exemplar im Botanischen Garten Basel.
Es gibt mehrere gärtnerische Zierformen, darunter die Sorten:
- 'Compacta'
- 'Nana'
- 'Glauca' mit blaugrünen Schuppenblättern
- 'Aureovariegata' mit goldgelben Zweigen
- 'Horizontalis' mit waagrecht abstehenden Ästen[7]
- 'Columnaris' ein schlanksäulige Sorte, die gärtnerisch häufig verwendet wird.[13][32]

### Anzucht, Vermehrung und Anbauversuche
Die Zapfenernte erfolgt meist händisch, danach werden die Zapfen bei trockenem und warmen Wetter drei bis sieben Tage zum Trocknen ausgelegt, bis sich die Samen leicht vom geöffneten Zapfen lösen. Dabei erhält man aus einem Hektoliter an Zapfen etwa 3,75 Kilogramm Samen, die bei Kälte und Trockenheit etwa zwei Jahre gelagert werden können. Die Aussaat erfolgt meist im Herbst, wobei die Keimlinge vor Spätfrost geschützt werden müssen. Bei der Aussaat im Frühjahr müssen die Samen zuvor 30 bis 60 Tage lang kältebehandelt werden. Die mittlere Keimrate liegt sowohl in der Baumschule als auch im natürlichen Bestand bei etwa 20 bis 40 Prozent. Die Weihrauchzeder vermehrt sich unter natürlichen Bedingungen nicht vegetativ, Stecklinge können jedoch mit Wuchsstoff behandelt werden und wurzeln dann auch.
Bei Anbauversuchen in Deutschland erreichten 50- bis 80-jährige Bäume eine Höhe von 16 bis 26 Metern und ertrugen Wintertemperaturen von −20 Grad Celsius. Freilandversuche im Bundesstaat New York im Nordosten der Vereinigten Staaten waren jedoch aufgrund von Kälteschäden weniger erfolgreich.

### Verwendung bei den indigenen Völkern
Eine Reihe von Anwendungen bei den indigenen Völkern sind bekannt: Die Borke diente beispielsweise den Cahuilla als Material zum Bau ihrer Hütten, auch die ersten weißen Siedler verwendeten die Borke noch zur Errichtung von Hüttendächer. Die Klamath im heutigen Oregon verwendeten die Äste und Zweige für Dampfbäder und das Holz zur Herstellung von Körben. In Kalifornien wurden Abkochungen der Blätter von den indigenen Völkern gegen Magenbeschwerden und die Blätter selbst zur Geschmacksverbesserung von Gerichten aus Eicheln verwendet. Die Paiute verwendeten den Dampf, der beim Aufguss der Blätter entsteht, zum Inhalieren bei Erkältungskrankheiten und die Rinde zur Herstellung von Körben, die beim Sammeln von Schwarzbeeren verwendet wurden. Die Washoe stellten aus dem Holz Bögen her.